# Стрельцов, Эдуард Анатольевич
Эдуа́рд Анато́льевич Стрельцо́в (21 июля 1937, Перово, Московская область — 22 июля 1990, Москва) — советский футболист, нападающий, известен по выступлениям за московское «Торпедо» и сборную СССР в 1950-е годы и во второй половине 1960-х годов. В составе «Торпедо» стал чемпионом СССР 1965 года, а в 1968 году выиграл Кубок СССР. В составе сборной завоевал титул олимпийского чемпиона в 1956 году. Заслуженный мастер спорта СССР (1957, 1967), дважды обладатель приза от еженедельника «Футбол» как лучший футболист года в СССР (1967, 1968). Занимает 4-е место по числу забитых голов за сборную СССР. В 1957 году занял 7-е место среди претендентов на «Золотой мяч» France Football.
Считается одним из лучших игроков в истории советского футбола, многими спортивными журналистами сравнивался с Пеле. Отличался блестящей техникой и одним из первых отточил умение отдавать пас пяткой. Однако его карьера была разрушена в 1958 году перед стартом чемпионата мира, когда его арестовали по обвинению в изнасиловании 20-летней женщины. Стрельцов был признан виновным и приговорён к 12 годам лишения свободы. Спустя 5 лет был освобождён и продолжил выступления в «Торпедо», но уже не блистал так, как в прошлые годы, и завершил карьеру в 1970 году. В настоящее время имя Стрельцова носит стадион московского «Торпедо».

## Детство и юность
Родился 21 июля 1937 года в городе Перово, находившемся на тот момент на территории Московской области. Отец будущего футболиста, Анатолий, работал столяром на заводе «Фрезер», а мать, Софья Фроловна — в детском саду. Детство Эдуарда было тяжёлым: после начала Великой Отечественной войны отец был мобилизован в РККА, служил в разведке; в годы войны захватил множество «языков», ни разу не был ранен. В 1942 году он приехал в отпуск, и эта встреча с отцом стала предпоследней в жизни Эдуарда. На фронте Стрельцов-старший познакомился с другой женщиной, с которой у него начался роман, и спустя несколько месяцев после визита домой он оставил жену с ребёнком, а после окончания войны уже с новой семьёй обосновался в Киеве.
В следующий и последний раз Эдуард встретился с отцом только на похоронах деда, когда Стрельцову-младшему было 17 лет. Софья же перенесла инфаркт, переболела астмой и получила инвалидность. Чтобы прокормить ребёнка, ей пришлось устроиться работать на завод «Фрезер», однако с сыном они всё равно жили очень бедно. В 1944 году Эдуарда зачислили в первый класс школы № 439. Большого усердия в учёбе он не проявлял, однако двоек не получал и на второй год ни разу не оставался. Из школьных предметов наибольший интерес Эдуард проявлял к истории, а также очень любил занятия физкультурой. Окончив семь классов школы, Стрельцов устроился работать слесарем-лекальщиком на завод «Фрезер».
Впервые интерес к футболу у Стрельцова появился в возрасте полутора лет, когда он впервые ударил по мячу. Он занимался в составе команды московского завода «Фрезер» и стал её самым юным игроком в возрасте 13 лет. В 1953 году после товарищеского матча между «Фрезером» и московским «Торпедо» 16-летний Стрельцов привлёк внимание тренера «Торпедо» Василия Проворнова. Его взял на сборы тренер Виктор Маслов, а позже Стрельцов стал игроком «автозаводцев».

## Игровая карьера

### Начало карьеры
Дебют Стрельцова за «Торпедо» состоялся в классе «А» чемпионата СССР в 1954 году, где он в 24 играх забил 4 мяча. Команда заняла 9-е место, при том что год назад стала бронзовым призёром. В 1955 году в чемпионате СССР Стрельцов в 22 играх забил 15 мячей, что помогло команде занять уже 4-е место. 26 июня 1955 года 17-летний Стрельцов дебютировал за сборную СССР в матче против Швеции в Стокгольме, и уже в первом тайме отметился хет-триком — советская сборная нанесла шведам разгромное поражение 6:0. Второй матч с участием Стрельцова прошёл 16 сентября, и в нём сборная СССР одержала крупнейшую в своей истории победу над Индией со счётом 11:1, а Стрельцов снова оформил хет-трик. Он провёл ещё два матча за сборную СССР против Венгрии (25 сентября, ничья 1:1) и Франции (23 октября, ничья 2:2 и один гол) в том же 1955 году, отметившись итого 7 голами в 4 встречах. 23 мая 1956 года Стрельцов в игре с Данией (победа 5:1) забил ещё один мяч, но пропустил летом три матча сборной и вернулся только осенью в сборную: 15 сентября именно его гол принёс победу сборной СССР над Германией. В чемпионате СССР 1956 года Стрельцов отличился 12 раз. После двух поражений сборной СССР от Венгрии (23 сентября, 0:1) и Франции (21 октября, 1:2) Стрельцов был включён в заявку сборной СССР на летние Олимпийские игры в Мельбурне. 15 ноября, перед стартом Игр сборная СССР провела два неофициальных матча против Австралии, в обоих из которых победила хозяев Игр со счётами 15:1 и 16:2 соответственно. Стрельцов сыграл во второй встрече, выйдя во втором тайме, и оформил хет-трик.
24 ноября 1956 года сборная СССР начала выступление на Олимпиаде с победы над Объединённой германской командой со счётом 2:1, и именно гол Стрельцова на 86-й минуте стал победным. 29 ноября и 1 декабря команда СССР дважды провела матчи против Индонезии: первый матч завершился нулевой ничьей при тотальном превосходстве советских игроков, вследствие чего потребовалась переигровка, которая завершилась уже победой СССР со счётом 4:0. В полуфинале советскую команду ждала сборная Болгарии, и после 90 минут была ничья 0:0. Положение советской сборной было близко к катастрофическому, поскольку защитник Николай Тищенко и нападающий Валентин Иванов по ходу игры получили серьёзные травмы (оба они не смогли принять участия в следующем матче), а замены игроков в то время были запрещены. Хотя Тищенко и Иванов остались на поле, сборная СССР играла фактически вдевятером и в начале овертайма на 95-й минуте пропустила гол от Ивана Колева. Однако именно Стрельцов перевернул ход встречи, его игру британский журналист Джонатан Уилсон назвал «великолепной»: на 112-й минуте Стрельцов сравнял счёт, а за 4 минуты до конца овертайма отдал голевой пас на спартаковца Бориса Татушина, который и принёс сборной СССР победу над Болгарией. В финале против Югославии Стрельцов не играл по решению тренера Гавриила Качалина, который выпустил на позицию Стрельцова Никиту Симоняна. По мнению Качалина, в отсутствие травмированного одноклубника Валентина Иванова распалась их торпедовская связка с Эдуардом, и тренер решил опереться на сыгранную спартаковскую линию атаки. Гол Анатолия Ильина принёс участникам финального матча золотые олимпийские медали. В то время в олимпийском футболе игрокам вручалось всего одиннадцать медалей, поэтому формально Стрельцов остался без награды. Никита Симонян, занявший его место на поле, предложил Стрельцову взять его собственную медаль, однако тот наотрез отказался, сказав, что он на 11 лет моложе и ещё выиграет немало трофеев и медалей. В том же году Стрельцов был номинирован на приз «Золотой мяч» журнала France Football и поделил 13-е место с 7 другими футболистами, получив два балла (Лев Яшин занял пятое место в опросе с 19 баллами).
В чемпионате СССР 1957 года Стрельцов забил 12 мячей в 15 матчах, что принесло торпедовцам серебряные медали чемпионата СССР. В том же году усилия Стрельцова помогли сборной СССР пройти на чемпионат мира 1958 года: за путёвку от европейской зоны отборочного турнира сражались сборные Польши и СССР. 20 октября 1957 года сборная Польши в Хожуве обыграла советскую сборную 2:1 и сравнялась с ней по очкам. Решающая встреча за попадание на чемпионат мира должна была пройти в Лейпциге 24 ноября. На ту игру Стрельцов добирался на машине, поскольку опоздал на поезд, и министр путей сообщения СССР приказал остановить поезд в Можайске, чтобы тот подобрал Стрельцова. По ходу игры в Лейпциге Стрельцов получил серьёзную травму ноги и был унесён с поля на руках, но умолял врачей хоть как-нибудь ему помочь. В итоге Стрельцов сумел вернуться на поле и с травмированной ногой забил гол, а сборная СССР выиграла 2:0 и квалифицировалась на чемпионат мира. Тренер сборной СССР Гавриил Качалин сказал журналистам после игры, что до этого случая не видел никогда футболиста, который мог бы с одной здоровой ногой играть лучше, чем любой игрок с обеими здоровыми ногами. В том же году Стрельцов снова был номинирован на «Золотой мяч» и занял высшее среди всех восточноевропейских футболистов 7-е место, получив 12 баллов (4 голоса), лучшим был признан Альфредо Ди Стефано с 72 баллами. Перед стартом чемпионата мира 1958 года Стрельцов в свои 20 лет за 20 игр в сборной отличился 18 раз, а в начале чемпионата СССР в 8 играх забил 5 голов. 18 мая 1958 года он сыграл в Москве в товарищеском матче против Англии (1:1).

### Осуждение за изнасилование

#### Возможные причины сурового приговора

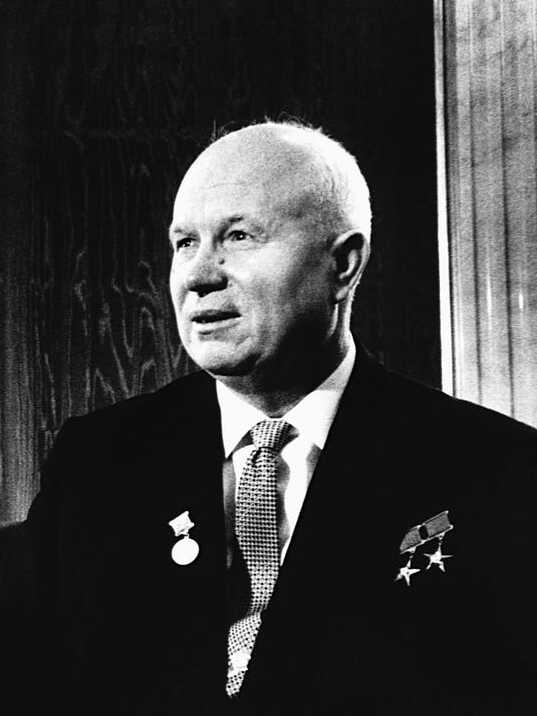
Первый секретарь ЦК КПСС Никита Хрущёв, по мнению Гавриила Качалина, требовал осуждения Стрельцова

Стрельцов внешне выделялся своей причёской в стиле тедди-бой, злоупотреблял алкоголем и встречался со многими женщинами. Из-за этих привычек руководство советского футбола и КПСС было обеспокоено поведением Стрельцова, которое напоминало «звёздную болезнь». Со Стрельцовым в своё время собиралась встречаться Светлана Фурцева (1942—2005), дочь будущего министра культуры СССР Екатерины Фурцевой. Со Светланой Фурцевой Стрельцов познакомился 9 января 1957 года на торжественном вечере в Кремле, посвящённом победе советских олимпийцев в Мельбурне. В ответ на прозрачные намёки Екатерины Фурцевой на то, что Стрельцов и её дочь могли бы стать парой, футболист возразил, что у него уже есть невеста — Алла Николаевна Деменко (род. 1937), на которой он женился 25 февраля 1957 года в самый разгар подготовки к сезону, за что Секция футбола СССР сделала выговор и Стрельцову, и его клубу. Вскоре после свадьбы Алла забеременела, и свекровь потребовала, чтобы она сделала аборт, однако она отказалась и родила дочь Милу.
По одной из версий, на том же вечере Стрельцов выразился, уже будучи в состоянии алкогольного опьянения, в адрес Светланы Фурцевой откровенно грубо, что Екатерина Фурцева восприняла как личное оскорбление и пожаловалась Н. С. Хрущёву.
Другой причиной недоверия со стороны КПСС были слухи, которые распространились после серии матчей московского «Торпедо» против французских и шведских команд — иностранные клубы были крайне заинтересованы в приобретении советского игрока. В архивах[каких?] сохранилось досье, в котором говорилось, что Стрельцов в 1957 году неоднократно жаловался на необходимость возвращаться на родину после поездок за границу. 2 апреля 1957 года в матче против минского «Спартака» Стрельцов на 10-й минуте забил единственный мяч в матче, но уже через 20 минут нанёс опасную травму спартаковцу Артёмову, ударив его по колену шипами, за что был удалён с поля судьёй Михаилом Шляпиным. В газете «Советский Спорт» вышла разгромная статья «Это не герой матча», которая подвергла критике действия Стрельцова, несмотря на то, что Артёмов всячески провоцировал Стрельцова в течение игры. В течение нескольких дней газету завалили гневными письмами с требованиями наказать Стрельцова, среди которых были и нелепые обвинения в сговоре с «западными империалистами». В итоге Стрельцов получил трёхматчевую дисквалификацию, а Секция футбола СССР чуть не отобрала у него звание заслуженного мастера спорта.

#### События преступления и суд
25 мая 1958 года, незадолго до начала чемпионата мира в Швеции и через неделю после игры с англичанами, Стрельцов был приглашён лётчиком Эдуардом Карахановым на подмосковную дачу. Вся сборная СССР проводила тренировочный сбор в Тарасовке, однако в тот день игрокам дали однодневный отпуск. В 16:30 игроки должны были собраться на стадионе «Динамо», однако Стрельцов и его два друга — спартаковцы Борис Татушин, другом детства которого был Караханов, и Михаил Огоньков — остались на даче. На даче находились также 20-летняя Марина (по другим источникам — Марианна) Лебедева, которая ранее со Стрельцовым знакома не была, её подруга Ирина Попова, знакомая с Карахановым, и ещё одна девушка по имени Тамара Тимашук. В тот вечер все находившиеся на даче неоднократно употребляли коньяк, водку, пиво и кагор.
Утром следующего дня Стрельцова, Огонькова и Татушина арестовала милиция по обвинению в изнасиловании всех трёх девушек. Историки и журналисты теряются в догадках, что произошло на даче и почему было выстроено обвинение. Марина Лебедева в своих показаниях утверждала, что Стрельцов позвал её спать вместе с ним, а когда она стала упираться, то потащил её силой. Чтобы её крики никто не слышал, Стрельцов попытался закрыть ей рот ладонью, но она укусила его за палец, а в ответ он случайно ударил Лебедеву. Похожее случилось и со стороны Огонькова в отношении Тимашук. Под давлением родителей Лебедева написала заявление в милицию об изнасиловании, то же самое сделала и Тимашук. Однако журналист Кевин О’Флинн писал, что показания Лебедевой были противоречивы: позже Лебедева изменила свои показания, заявив, что была пьяна и ничего не помнила, а Ирина Попова сказала, что в связь со Стрельцовым Лебедева вступила по обоюдному согласию. К Лебедевым приехала Софья Фроловна, которая пообещала, что Стрельцов женится на Лебедевой, и вскоре Тимашук неожиданно забрала заявление, опровергнув свои прежние слова об изнасиловании. То же самое сделала Лебедева, но в отношении Стрельцова уголовное дело не прекратили, поскольку дело по данной статье прекращению за примирением сторон не подлежало. Огоньков обвинялся в изнасиловании Ирины Поповой, но та, как и Тимашук, также отказалась от своего заявления.
Существует предположение, что настоящим насильником был хозяин дачи Караханов, который избил Попову, также находившуюся на даче: группы крови и спермы у Караханова и Стрельцова совпадали. После публикации статьи в военной газете об обвинениях в адрес Караханова того уволили из армии, но дело не возбудили. Сам же Караханов отрицал все обвинения как в свой адрес, так и в адрес Стрельцова, полагая, что Лебедева при поддержке матери и отчима хотела просто отсудить у Стрельцова некую денежную сумму. Медицинская экспертиза была проведена весьма поверхностно, всё обвинение строилось только на экспертизе царапины на руке Стрельцова и показаниях Лебедевой. В 2006 году Никита Симонян упомянул о том, что Стрельцов писал матери письмо, в котором «взял чужую вину на себя», что подтверждало версию об изнасиловании Лебедевой Карахановым. Согласно фотографиям Стрельцова, сделанным во время судебного следствия, на лице Стрельцова были видны несколько царапин, что Стрельцов объяснял тем, что его оцарапала кошка, однако многие полагали, что это были следы борьбы с Лебедевой, которая расцарапала лицо игроку и укусила его за палец. После возбуждения уголовного дела жена Стрельцова Алла подала на развод. По воспоминаниям Стрельцова, Огоньков и Татушин позже проходили уже как свидетели — причём они стали единственными игроками сборной, присутствовавшими на суде.
По мнению Акселя Вартаняна, конфликт с Фурцевой стал одной из наиболее правдоподобных причин ареста Стрельцова и суда над ним. Тренер советской сборной Гавриил Качалин незадолго до кончины Стрельцова предположил, что указание пришло «сверху» от Первого секретаря ЦК КПСС Никиты Сергеевича Хрущёва, которому нажаловалась Екатерина Фурцева за грубый отказ Стрельцова встречаться с её дочерью. Знакомые Фурцевой опровергали её заинтересованность в осуждении Стрельцова, поскольку подобная жестокость ей не была свойственна, и, более того, она хлопотала о смягчении приговора. Другая версия, выдвинутая Вадимом Синявским, полагала, что причиной преследования Стрельцова мог стать его отказ перейти в связанные с силовыми структурами клубы ЦСК МО и «Динамо», но прямых доказательств этому не было найдено. По третьей версии, Стрельцова посадили за возможное намерение после чемпионата мира сбежать из СССР и остаться выступать и жить во Франции или Швеции — после отъезда венгра Ференца Пушкаша в Испанию это представлялось вполне возможным, а шведы заявили, что будут готовы ждать сколько угодно приезда Стрельцова. Однако в связи с тем, что игрока могли просто сделать «невыездным», версия с возможным бегством Стрельцова не выдерживает критики.

#### Тюремный срок
Стрельцов вынужден был подписать чистосердечное признание в том, что изнасиловал Лебедеву, будучи в состоянии алкогольного опьянения. В обмен ему пообещали, что его оставят в заявке сборной перед чемпионатом мира, однако это обещание не было выполнено ни следователями, ни судом. Предполагается, что следователь сам составил текст чистосердечного признания, который подписал Стрельцов. Согласно протоколу от 23 июля 1958 года, Стрельцов признал вину в изнасиловании, но не в хулиганстве. 24 июля 1958 года судебная коллегия по уголовным делам Московского областного суда под председательством А. Гусева на закрытом судебном заседании рассмотрела дело Стрельцова, признала его виновным и приговорила к 12 годам лишения свободы с запретом заниматься футбольной деятельностью (максимально Стрельцову по данной статье грозило до 15 лет тюрьмы). Суд не учёл, что у Стрельцова — мать-инвалид и двухмесячная дочь Мила. Все кассационные жалобы Верховный суд РСФСР отклонил. Рабочие московского автомобильного завода имени Лихачёва, которому принадлежала команда «Торпедо», запланировали марш с участием 100 тысяч человек в поддержку Стрельцова, однако он не состоялся, поскольку приговор вынесли ещё задолго до определения даты марша. Огоньков и Татушин были отстранены от клубных выступлений на три года, а от игр за сборную — пожизненно.
Стрельцов отбывал наказание в различных местах лишения свободы: сначала работал в Вятлаге на лесоповале, потом в Московской области на оборонном заводе, а позже был переведён в Тульскую область, где с помощью «авторитетных» заключённых администрация определила его на должность библиотекаря. В посёлке Лесной (Вятлаг) Стрельцов чуть не погиб от руки малолетнего «блатного» преступника по кличке Репейник, с которым успел подраться. Той же ночью «блатные» сговорились убить Стрельцова и жестоко избили, набросив предварительно на него одеяло. Четыре месяца он провёл в тюремной больнице. Позже Стрельцов участвовал в футбольных матчах заключённых Вятлага: начальник лагеря был поклонником футбола и организовал первенство Управления по футболу среди исправительно-трудовых колоний, в котором участвовало двадцать команд. В командах играли как сотрудники лагеря, так и заключённые, расконвоированные на время игры. Один из сидевших, Иван Лукьянов, говорил, что все заключённые с нетерпением ждали возвращения Стрельцова в футбол. После ухода из Вятлага Стрельцов работал на оборонном заводе в Электростали, где шлифовал металлические поверхности в цехе, а также в шахтах, где добывался кварц. За время заключения он серьёзно переболел.
Потеря Стрельцова сказалась на сборной СССР. Сборная обыграла в матче за выход в четвертьфинал англичан со счётом 1:0, которые перед чемпионатом мира потеряли большую часть своих звёзд в авиакатастрофе под Мюнхеном 6 февраля того же года, но в четвертьфинале проиграла хозяевам и финалистам шведам со счётом 0:2 — причём ещё три года тому назад, когда Стрельцов дебютировал в сборной, шведы были биты 6:0 . По мнению ряда экспертов, имея Стрельцова в своём составе, сборная СССР была бы одним из фаворитов любого чемпионата мира на протяжении следующих 12 лет.
«Торпедо» в 1958 году заняло 8-е место, а в финале Кубка СССР проиграло «Спартаку». Место Стрельцова в клубе занял Геннадий Гусаров, и с ним торпедовцы в 1959 году стали пятыми в чемпионате СССР, а в 1960 году выиграли чемпионат и Кубок СССР — Гусаров отметился 20 голами. В 1961 году 22 гола Гусарова позволили торпедовцам занять 2-е место и дойти до финала Кубка. После ухода Гусарова в московское «Динамо» торпедовцы на два года оказались в середине таблицы, а в 1964 году при равном количестве очков с тбилисским «Динамо» уступили титул в «золотом матче».

### После освобождения

#### Карьера в заводской команде

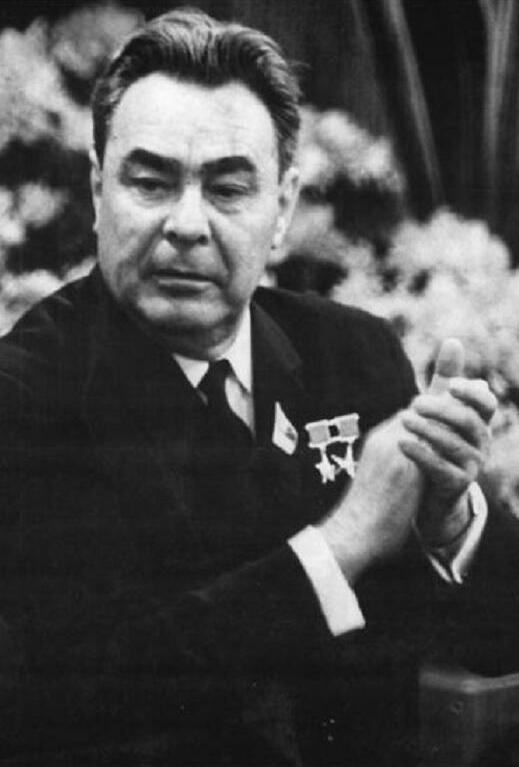
Первый секретарь ЦК КПСС Леонид Брежнев помог Стрельцову вернуться в большой футбол

4 февраля 1963 года было принято решение об условно-досрочном освобождении Стрельцова из тульской колонии. После освобождения он работал на ЗИЛе и учился во ВТУЗе. В сентябре 1963 года супругой Стрельцова стала Раиса Михайловна (девичья фамилия неизвестна), а в феврале 1964 года родился сын Игорь. Стрельцов возобновил игровую деятельность в составе команды завода ЗИЛ, и игры с его участием собирали множество зрителей. В 1964 году тренер команды получил указание перед игрой в Горьком против команды ГАЗ, проходившей в рамках чемпионата завода ЗИЛ, не выпускать на поле Стрельцова, однако в первом тайме болельщики устроили массовые беспорядки и угрожали даже поджечь стадион, если не выпустят Стрельцова. Руководство ЗИЛ пошло на уступки и разрешило выйти игроку во втором тайме, а зрители встретили игрока овацией.
Команда ЗИЛ выиграла 11 матчей и стала чемпионом среди команд заводов. Не имея права выступать за московское «Торпедо», Стрельцов посещал матчи клуба в качестве зрителя. После того как в октябре 1964 года к власти пришёл Брежнев, ему поступило письмо с несколькими тысячами подписей от обычных людей до членов Верховного Совета СССР и Героев Социалистического Труда с просьбой отменить запрет Стрельцову на выступления за «Торпедо», введённый Спорткомитетом СССР. Личную просьбу Брежневу передал секретарь парткома ЗИЛа Аркадий Иванович Вольский. Несмотря на недоверие отдельных партийных деятелей и опасения, что может быть разожжён скандал, Брежнев тотчас же снял запрет, сказав, что запрет после освобождения Стрельцова является абсурдным. Стрельцов снова стал игроком «автозаводцев» в 1965 году.

#### Возвращение в большой футбол
Несмотря на потерю своей былой мощи, Стрельцов всё же вернулся в состав «Торпедо», и его приветствовали многочисленные болельщики на стадионе (в том числе и те люди, которые сидели со Стрельцовым в одной тюрьме). В 1965 году он помог «Торпедо» выиграть чемпионат СССР (это была вторая победа автозаводцев в советском первенстве), забив 12 мячей в 26 матчах, и занял 2-е место в голосовании за лучшего футболиста СССР, проиграв только Валерию Воронину. 28 сентября 1966 года Стрельцов дебютировал в еврокубках матчем против миланского «Интера» (гостевое поражение 0:1), что стало его первым официальным матчем за рубежом после заключения: КГБ долгое время следил за Стрельцовым и позволил ему выехать только после завершения чемпионата мира в Англии. При этом первый выезд Стрельцова за рубеж состоялся с клубом именно в Австралию, где он добился признания как игрок сборной. 16 октября того же года Стрельцов вернулся в сборную СССР, сыграв в домашней встрече против Турции (поражение 0:2), через неделю забил первый после возвращения гол (ничья против ГДР 2:2), а ещё через две недели провёл игру против Италии (гостевое поражение 0:1). В том же году торпедовцы вышли в финал Кубка СССР, но уступили киевским «динамовцам» 0:2. По итогам сезона 1966 года Стрельцов отличился 12 раз в чемпионате СССР.
Примерно в то же время Стрельцов снова встретил первую жену Аллу, которая не объяснилась с ним, о чём потом очень жалела.
В 1967 году Стрельцов провёл за сборную 8 матчей подряд, начав с матча 10 мая против Шотландии (победа в Глазго 2:0). Он отличился в них дважды: первый гол 3 июня в Париже в ворота Франции (товарищеский матч, победа 4:2) и второй гол 11 июня дома в ворота Австрии (отбор на чемпионат Европы, победа 4:3). 30 августа 1967 года сборная СССР провела матч против Финляндии в рамках отбора на чемпионат Европы уже без Стрельцова, который с учётом этой встречи в итоге пропустил три матча. 8 октября он вернулся в гостевой товарищеской встрече с болгарами и один раз отличился: уступая 0:1, советская сборная сравняла счёт и вырвала победу 2:1. 17 декабря Стрельцов трижды поразил ворота чилийцев в товарищеском матче (победа 4:1), а в конце года был признан лучшим игроком года, несмотря на всего 6 голов в чемпионате — худший результат с момента начала карьеры.
В 1968 году Стрельцов пропустил первые три встречи сборной, сыграв первый матч только 24 апреля дома против Бельгии, который завершился победой советской команды со счётом 1:0. 4 мая 1968 года Стрельцов участвовал в игре в Будапеште против Венгрии в гостях, завершившейся поражением 0:2 — это был четвертьфинальный матч чемпионата Европы, но в ответной встрече в Москве он участия не принимал, а сборная СССР отыгралась и вырвала победу 3:0, выйдя в финальный этап первенства Европы. На сам турнир Стрельцов не был заявлен, и матч против венгров в Будапеште стал для него последним в сборной СССР по футболу.
Итоговый результат в сборной — 25 голов в 38 матчах.
В том же году он выиграл с «Торпедо» Кубок СССР, когда в финале его клуб переиграл «Пахтакор» со счётом 1:0. Он забил 21 мяч в этом чемпионате и стал снова лучшим игроком года, но в последние два года играл на позиции полузащитника и голами не отличался.
Спортивная карьера Эдуарда Стрельцова завершилась в 1970 году вследствие полученной во время игры травмы — разрыва ахиллова сухожилия. Итогом стали 99 голов в 222 играх за «Торпедо».

## После завершения карьеры игрока
По окончании карьеры Стрельцов поступил в Институт физической культуры, где выучился на тренера. Он продолжил работу уже как тренер детских команд московского «Торпедо», некоторое время проработал главным тренером клуба, прежде чем в 1982 году вернулся к работе с молодёжью. Несколько раз играл в матчах ветеранов клуба, в том числе и недалеко от Чернобыля, где местные жители на стадионе чуть не повторили скандал 1964 года, требуя вывести на поле Стрельцова и угрожая разнести всё вокруг. До конца своих дней Стрельцов уверял родных и близких, что он невиновен и что в тюрьме должен был сидеть другой человек.
С 1970 года и до смерти проживал с семьёй в доме рядом с Курским вокзалом.
В последние годы у Эдуарда Стрельцова был диагностирован рак лёгких, хотя первоначально его лечили от воспаления лёгких. Обессилевший Стрельцов лежал в отдельной палате онкологического центра на Каширском шоссе и отказывался от обезболивающих уколов, почти всё время у постели Стрельцова проводила его жена Раиса. Через силу он приехал на похороны Льва Яшина (март 1990), постояв в почётном карауле, и после заявил, что скоро не станет и его самого. К 21 июля ему стало настолько плохо, что в Москве прокатились слухи о кончине игрока. На стадионе «Динамо» после объявления диктора о его дне рождения публика встала, чтобы почтить память ещё находившегося в сознании Стрельцова. В тот же день состоялась последняя в жизни встреча Стрельцова со своими коллегами по деятельности — в онкологический центр к нему с поздравлениями с днём рождения приехали Михаил Гершкович и Вячеслав Соловьёв.
В ночь с 21 на 22 июля 1990 года Эдуард Стрельцов скончался на 54-м году жизни. Его первая жена Алла, которая пришла на церемонию прощания, считала, что Стрельцов заработал рак ещё в тюрьме из-за неправильного питания и дурных условий. Похоронен на Ваганьковском кладбище (13 уч.).
В 1997 году, по словам свидетелей, на его могилу возложила цветы обвинявшая его Марина Лебедева.
В 2001 году был образован Комитет Стрельцова с целью пересмотра уголовного дела и полной реабилитации Стрельцова. Председатель комитета чемпион мира по шахматам Анатолий Карпов заявил, что приговор разрушил карьеру Стрельцова. В частности, журналист Эдуард Максимовский говорил, что на основании пункта 4 статьи 384 Уголовно-процессуального кодекса РСФСР в связи с вновь открывшимися обстоятельствами, доказывающими невиновность осуждённого, Стрельцова необходимо было оправдать. Несмотря на многочисленные просьбы деятелей культуры, спорта и политики, уголовное дело 1958 года так и не было пересмотрено, и приговор остаётся в силе и по сей день.

## Стиль игры

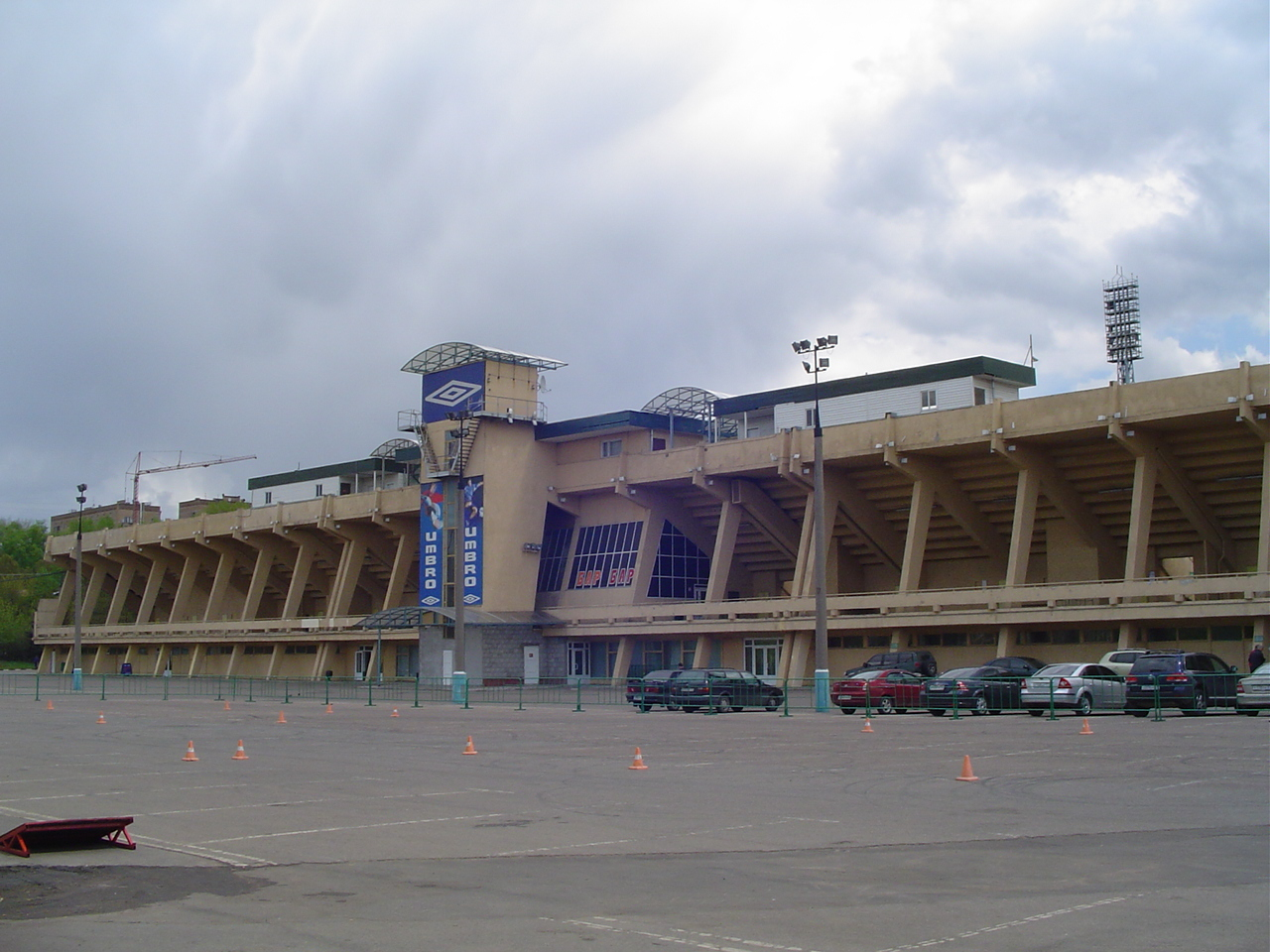
Стадион имени Стрельцова

Эксперты признают Стрельцова одним из лучших футболистов в истории СССР и России, называя «русским Пеле»: таковым его считает британский журналист Джонатан Уилсон, который отмечал высокий рост, умение делать первое касание по мячу и способность мыслить на поле. Александр Нилин называл Стрельцова «парнем из страны чудес».
Высокое мастерство и новый стиль игры Стрельцова помогли ему выделяться среди других игроков, а определение «сыграть по-стрельцовски» для передачи пяткой стало в российском футболе нарицательным.
Превосходное видение поля вкупе с фирменной техникой «паса пяткой», позволявшего Стрельцову в случае необходимости отдать точную передачу партнёру в практически любом направлении, превращали его в универсального нападающего, одновременно и бомбардира, и диспетчера. На заре своей карьеры Стрельцов отличался незаурядной физической мощью и высокой скоростью. В последние годы он больше сосредотачивался на роли атакующего полузащитника, который начинал и развивал атаки, хотя по-прежнему был способен блестяще завершать их.
Несмотря на относительно недолгий срок выступлений, Стрельцов занял 4-е место среди лучших бомбардиров в истории сборной СССР.

## Статистика выступлений

### Клубная

Памятник Эдуарду Стрельцову у входа на стадион его имени в Москве

Статистика выступления приводится на 1954—1958 и 1964—1970 годы
| Выступление за клуб | Выступление за клуб | Выступление за клуб | Чемпионат СССР | Чемпионат СССР | Кубок СССР | Кубок СССР | Еврокубки | Еврокубки | Итого | Итого |
| Сезон               | Клуб                | Лига                | Игры           | Голы           | Игры       | Голы       | Игры      | Голы      | Игры  | Голы  |
| ------------------- | ------------------- | ------------------- | -------------- | -------------- | ---------- | ---------- | --------- | --------- | ----- | ----- |
| 1954                | Торпедо (Москва)    | Высшая лига         | 22             | 4              | 2          | 0          | —         | —         | 24    | 4     |
| 1955                | Торпедо (Москва)    | Высшая лига         | 22             | 15             | 1          | 0          | —         | —         | 23    | 15    |
| 1956                | Торпедо (Москва)    | Высшая лига         | 22             | 12             | —          | —          | —         | —         | 22    | 12    |
| 1957                | Торпедо (Москва)    | Высшая лига         | 15             | 12             | 4          | 6          | —         | —         | 19    | 18    |
| 1958                | Торпедо (Москва)    | Высшая лига         | 8              | 5              | —          | —          | —         | —         | 8     | 5     |
| 1965                | Торпедо (Москва)    | Высшая лига         | 26             | 12             | —          | —          | —         | —         | 26    | 12    |
| 1966                | Торпедо (Москва)    | Высшая лига         | 31             | 12             | 5          | 5          | 2         | 0         | 38    | 17    |
| 1967                | Торпедо (Москва)    | Высшая лига         | 20             | 6              | 3          | 1          | 4         | 3         | 27    | 10    |
| 1968                | Торпедо (Москва)    | Высшая лига         | 33             | 21             | 6          | 3          | 3         | 0         | 42    | 24    |
| 1969                | Торпедо (Москва)    | Высшая лига         | 11             | 0              | 2          | 0          | —         | —         | 13    | 0     |
| 1970                | Торпедо (Москва)    | Высшая лига         | 12             | 0              | 2          | 0          | —         | —         | 14    | 0     |
| Итого               | Итого               | Итого               | 222            | 99             | 24         | 15         | 9         | 3         | 255   | 117   |

### В сборной
| Матчи Стрельцова за сборную СССР | Матчи Стрельцова за сборную СССР | Матчи Стрельцова за сборную СССР | Матчи Стрельцова за сборную СССР | Матчи Стрельцова за сборную СССР | Матчи Стрельцова за сборную СССР | Матчи Стрельцова за сборную СССР |
| -------------------------------- | -------------------------------- | -------------------------------- | -------------------------------- | -------------------------------- | -------------------------------- | -------------------------------- |
| №                                | Дата                             | Оппонент                         | Счёт                             | Голы Стрельцова                  | Соревнование                     |                                  |
| 1                                | 26 июня 1955                     | Швеция                           | 6:0                              | 3                                | Товарищеский матч                |                                  |
| 2                                | 16 сентября 1955                 | Индия                            | 11:1                             | 3                                | Товарищеский матч                |                                  |
| 3                                | 25 сентября 1955                 | Венгрия                          | 1:1                              | 0                                | Товарищеский матч                |                                  |
| 4                                | 23 октября 1955                  | Франция                          | 2:2                              | 1                                | Товарищеский матч                |                                  |
| 5                                | 23 мая 1956                      | Дания                            | 5:1                              | 1                                | Товарищеский матч                |                                  |
| 6                                | 15 сентября 1956                 | ФРГ                              | 2:1                              | 1                                | Товарищеский матч                |                                  |
| 7                                | 23 сентября 1956                 | Венгрия                          | 0:1                              | 0                                | Товарищеский матч                |                                  |
| 8                                | 21 октября 1956                  | Франция                          | 1:2                              | 0                                | Товарищеский матч                |                                  |
| 9                                | 24 ноября 1956                   | ОГК                              | 2:1                              | 1                                | Олимпийские игры 1956            |                                  |
| 10                               | 29 ноября 1956                   | Индонезия                        | 0:0                              | 0                                | Олимпийские игры 1956            |                                  |
| 11                               | 1 декабря 1956                   | Индонезия                        | 4:0                              | 0                                | Олимпийские игры 1956            |                                  |
| 12                               | 5 декабря 1956                   | Болгария                         | 2:1                              | 1                                | Олимпийские игры 1956            |                                  |
| 13                               | 1 июня 1957                      | Румыния                          | 1:1                              | 1                                | Товарищеский матч                |                                  |
| 14                               | 23 июня 1957                     | Польша                           | 3:0                              | 0                                | Чемпионат мира 1958 (отбор)      |                                  |
| 15                               | 21 июля 1957                     | Болгария                         | 4:0                              | 2                                | Товарищеский матч                |                                  |
| 16                               | 27 июля 1957                     | Финляндия                        | 2:1                              | 0                                | Чемпионат мира 1958 (отбор)      |                                  |
| 17                               | 15 августа 1957                  | Финляндия                        | 10:0                             | 2                                | Чемпионат мира 1958 (отбор)      |                                  |
| 18                               | 22 сентября 1957                 | Венгрия                          | 2:1                              | 1                                | Товарищеский матч                |                                  |
| 19                               | 20 октября 1957                  | Польша                           | 1:2                              | 0                                | Чемпионат мира 1958 (отбор)      |                                  |
| 20                               | 24 ноября 1957                   | Польша                           | 2:0                              | 1                                | Чемпионат мира 1958 (отбор)      |                                  |
| 21                               | 18 мая 1958                      | Англия                           | 1:1                              | 0                                | Товарищеский матч                |                                  |
| 22                               | 16 октября 1966                  | Турция                           | 0:2                              | 0                                | Товарищеский матч                |                                  |
| 23                               | 23 октября 1966                  | ГДР                              | 2:2                              | 1                                | Товарищеский матч                |                                  |
| 24                               | 1 ноября 1966                    | Италия                           | 0:1                              | 0                                | Товарищеский матч                |                                  |
| 25                               | 10 мая 1967                      | Шотландия                        | 2:0                              | 0                                | Товарищеский матч                |                                  |
| 26                               | 28 мая 1967                      | Мексика                          | 2:0                              | 0                                | Товарищеский матч                |                                  |
| 27                               | 3 июня 1967                      | Франция                          | 4:2                              | 1                                | Товарищеский матч                |                                  |
| 28                               | 11 июня 1967                     | Австрия                          | 4:3                              | 1                                | Чемпионат Европы 1968 (отбор)    |                                  |
| 29                               | 16 июля 1967                     | Греция                           | 4:0                              | 0                                | Чемпионат Европы 1968 (отбор)    |                                  |
| 30                               | 28 июля 1967                     | Польша                           | 1:0                              | 0                                | Олимпийские игры 1968 (отбор)    |                                  |
| 31                               | 4 августа 1967                   | Польша                           | 2:1                              | 0                                | Олимпийские игры 1968 (отбор)    |                                  |
| 32                               | 8 октября 1967                   | Болгария                         | 2:1                              | 1                                | Товарищеский матч                |                                  |
| 33                               | 15 октября 1967                  | Австрия                          | 0:1                              | 0                                | Чемпионат Европы 1968 (отбор)    |                                  |
| 34                               | 31 октября 1967                  | Греция                           | 1:0                              | 0                                | Чемпионат Европы 1968 (отбор)    |                                  |
| 35                               | 6 декабря 1967                   | Англия                           | 2:2                              | 0                                | Товарищеский матч                |                                  |
| 36                               | 17 декабря 1967                  | Чили                             | 4:1                              | 3                                | Товарищеский матч                |                                  |
| 37                               | 24 апреля 1968                   | Бельгия                          | 1:0                              | 0                                | Товарищеский матч                |                                  |
| 38                               | 4 мая 1968                       | Венгрия                          | 0:2                              | 0                                | Чемпионат Европы 1968 (отбор)    |                                  |

Итого: 38 матчей / 25 забитых голов; 23 победы, 8 ничьих, 7 поражений.

## Достижения

### Клубные
- Чемпионат СССР:
  - Чемпион: 1965[9]
  - Серебряный призёр: 1957[9]
  - Бронзовый призёр: 1968
- Кубок СССР:
  - Обладатель: 1968[9]
  - Финалист: 1966[9]

### В сборной
- Выступал с 1955 по 1968 годы: 38 игр, 25 голов[45]
- Олимпийский чемпион: 1956[4]
- Чемпион Спартакиады народов СССР: 1956 (в составе сборной Москвы)

### Личные
- Футболист года в СССР:
  - 1967[36]
  - 1968[36] (по результатам опроса еженедельника «Футбол»);
    - 2-е место в 1965 году
- Лучший бомбардир чемпионата СССР: 1955 (15 голов в 22 матчах)[10]
- В списке 33-х лучших футболистов сезона в СССР — 7 раз, в том числе:
  - № 1 (1955—1957, 1965, 1967 и 1968)
  - № 2 (1966)
- Входит в Клуб Григория Федотова: 20-е место[49] (на начало 2019 года) со 143 голами.
- Заслуженный мастер спорта СССР (1957, лишён звания в 1958 году; звание не восстановлено, но повторно присвоено в 1967 году)[1]
- Мастер спорта СССР (1956[50])

## Награды
- Орден «Знак Почёта» (27.04.1957) — «за успехи, достигнутые в деле развития массового физкультурного движения в стране, повышения мастерства советских спортсменов, и успешное выступление на международных соревнованиях»

## Память
- Именем Эдуарда Стрельцова назван стадион «Торпедо» в Москве, который получил это имя в 1996 году[51]. У главного входа на стадион «Торпедо» Стрельцову в 1999 году был открыт памятник, выполненный скульптором Александром Тарасенко[52]; ещё одна статуя была поставлена в 1998 году на Аллее выдающихся спортсменов России[53].
- В 1997 году Российский футбольный союз объявил, что лучшим футболистам страны с этого года будет ежегодно вручаться российская футбольная премия «Стрелец», получившая своё имя в честь Эдуарда Стрельцова. Вручение этой премии проводилось вплоть до 2003 года[54].
- В 2006 году по инициативе Алексея Парамонова, ещё одного олимпийского чемпиона по футболу 1956 года[55], на одном из монетных дворов была изготовлена партия золотых олимпийских медалей для тех игроков, которые не играли в финале. Эдуард Стрельцов был награждён этой золотой медалью посмертно[56][4].
- 28 декабря 2009 года Банк России объявил о выпуске в обращение памятной серебряной монеты номиналом в 2 рубля из серии «Выдающиеся спортсмены России», посвящённой Эдуарду Стрельцову. Монеты выпущены тиражом 3000 штук и изготовлены из серебра 925-й пробы, вес чистого металла 15,5 граммов (половина унции). Несмотря на дату выхода, на монетах указан 2010 год. Также были выпущены монеты, посвящённые Льву Яшину и Константину Бескову с теми же характеристиками[57].
- 9 декабря 2015 года Почта России специально к чемпионату мира по футболу 2018 года начала выпуск марок, посвящённых легендам советского футбола, которые через год, 26 декабря 2016 года, вошли в специальный буклет «Легенды футбола»[58]. В первой партии из семи марок была и марка с изображением Эдуарда Стрельцова[59].
- В июне 2021 года в память об Эдуарде Стрельцове названа улица в Москве у стадиона имени Эдуарда Стрельцова (стадион «Торпедо»)[60].

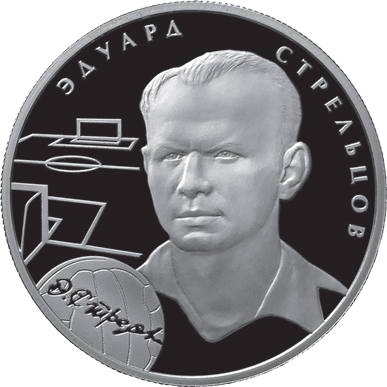
Памятная монета Банка России: 2 рубля, серебро, 2010 год
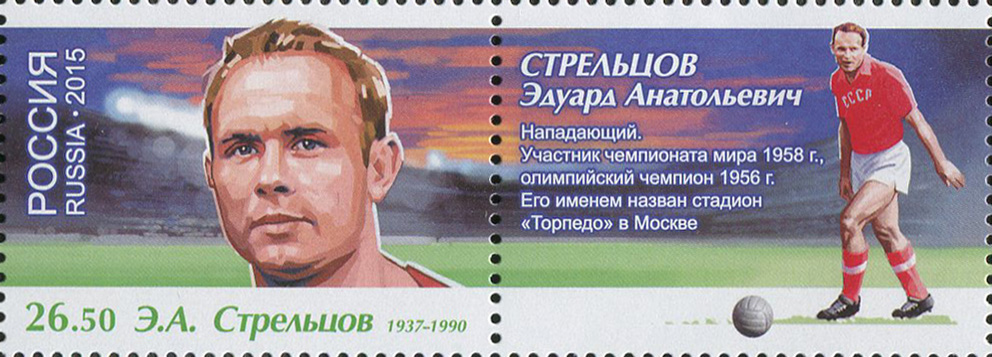
Почтовая марка России, 2015 год

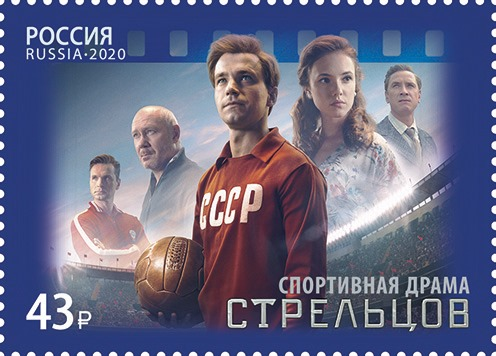
Почтовая марка России, посвящённая фильму «Стрельцов», (2020)

## Киновоплощения
- Тимофей Каратаев — «Фурцева. Легенда о Екатерине», 2011 год.
- Дмитрий Власкин — «В созвездии Стрельца», 2015 год.
- Александр Петров — «Стрельцов», 2020 год[61]
- реж. Дмитрий Семибратов — «Чёрное и белое торпедовца Стрельцова», 2020 год, студия «АзБуки» (документальный).